# 蘇我善徳
蘇我 善徳（そが の ぜんとこ）は、飛鳥時代の豪族。蘇我馬子の長男。飛鳥寺（法興寺）の初代寺司（てらのつかさ、司長）。

## 経歴
『日本書紀』巻第22には「推古四年冬十一月 法興寺造竟 則以大臣男善徳臣拝寺司 是日恵慈 恵聡二僧 始住於法興寺（冬十一月、法興寺 造り竟（おは）りぬ。則（すなは）ち大臣の男 善徳臣を以て寺司に拝す。是の日に、恵慈 、恵聡、二の僧、始めて法興寺に住り。）」とある。
『日本書紀』巻第22,推古天皇18年（610年）の記事に現れる蘇我蝦夷の年齢は、『扶桑略記』の記述によると25歳となり、推古天皇4年（596年）における蝦夷の年齢は11歳となることから、善徳が蝦夷の兄と推定されている。

## 系譜
- 父：蘇我馬子
- 母：不詳
- 妻：不詳
  - 子：志慈 - 御炊朝臣の祖
  - 子：蘇我果安?

## 登場作品
- 池田理代子作『聖徳太子』 - 蘇我馬子の長男として登場する[2]。